# GOCR
 (septembre 2012).
GOCR  est un logiciel libre de reconnaissance optique de caractères. Il est distribué selon les termes de la licence GNU GPL.